# التجارب النووية البريطانية في الولايات المتحدة
بعد نجاح عملية غرابل التي انضمت من خلالها المملكة المتحدة إلى نادي الدول النووية الحرارية (الولايات المتحدة والاتحاد السوفيتي في ذلك الوقت)، أطلقت بريطانيا مفاوضات مع الولايات المتحدة بشأن معاهدة يمكن بموجبها تبادل المعلومات والمواد لتصميم أسلحتهم النووية واختبارها والحفاظ عليها. بلغت هذه الجهود ذروتها باتفاقية الدفاع المتبادل بين الولايات المتحدة والمملكة المتحدة عام 1958. كانت إحدى نتائج تلك المعاهدة السماح لبريطانيا باستخدام «موقع اختبار نيفادا» في الولايات المتحدة لاختبار تصميماتهم وأفكارهم، وحصلت على دعم كامل من الموظفين هناك، في مقابل «أخذ» البيانات الناتجة عن التجربة، وهو شرط مشترك بين الطرفين. أصبح موقع اختبار نيفادا، نتيجةً ذلك، ميدان اختبار لبريطانيا، ويخضع فقط للتخطيط المسبق ودمج نتائج اختباراتهم مع اختبار الولايات المتحدة. أدى ذلك إلى إجراء 24 اختبارًا تحت الأرض في موقع اختبار نيفادا من عام 1958 حتى نهاية التجارب النووية في الولايات المتحدة في سبتمبر 1992.
وقّعت المملكة المتحدة معاهدة الحظر الشامل للتجارب النووية عام 1996 وصدقت عليها عام 1998، مؤكدةً التزام بريطانيا بإنهاء تجارب التفجير النووي في العالم.

## الخلفية
كان لدى بريطانيا مشروعها الخاص للأسلحة نووية خلال الفترة الأولى من الحرب العالمية الثانية، وأُطلق عليه الاسم الرمزي «سبائك الأنابيب». وقّع كل من رئيس الوزراء البريطاني ونستون تشرشل ورئيس الولايات المتحدة، فرانكلين روزفلت، اتفاقية كيبيك في مؤتمر كيبيك في أغسطس 1943، التي دمجت مشروع سبائك الأنابيب مع مشروع مانهاتن الأمريكي لإنشاء مشروع بريطاني أمريكي كندي مشترك. كانت الحكومة البريطانية واثقة من مواصلة الولايات المتحدة تقاسم التكنولوجيا النووية، التي اعتبرتها اكتشافًا مشتركًا، لكن قانون الطاقة الذرية للولايات المتحدة عام 1946 (قانون مكماهون) أنهى التعاون التقني فيما بينهما. شعرت بريطانيا بالخوف من ممارسة الولايات المتحدة لسياسية عدم التدخلية، مثلما حدث بعد الحرب العالمية الأولى، وهي حالة قد تضطر فيها بريطانيا إلى محاربة الأعداء وحدها، وقد خافت بريطانيا أن تفقد مكانتها باعتبارها قوة عظمى لها تأثيرها على الشؤون العالمية. استأنفت، نتيجةً لذلك، جهودها التنموية الخاصة بها، التي أُطلق عليها الآن الاسم الرمزي «الأبحاث عالية التفجير».
كانت الحاجة إلى اختبار القنابل الذرية موجودة ضمنيًا في قرار تطويرها. اختار المسؤولون البريطانيون مواقع في الخارج لإجراء التجارب، نظرًا لعدم وجود مناطق مفتوحة ذات كثافة سكانية منخفضة في البلاد. كان الموقع المفضل هو أراضي التجارب في المحيط الهادئ للولايات المتحدة. أُرسل طلب لاستخدام الموقع إلى هيئة أركان الحرب الأمريكية المشتركة، ولكن لم يتلقى البريطانيون أي رد حتى أكتوبر 1950، حين رفض الأمريكيون الطلب. اختُيرت جزر مونتيبيلو غير المأهولة في أستراليا باعتبارها موقعًا بديلًا. استمرت المفاوضات مع الأمريكيين في تلك الأثناء. قدم أوليفر فرانكس، السفير البريطاني لدى الولايات المتحدة، طلبًا رسميًا في 2 أغسطس 1951 لاستخدام موقع اختبار نيفادا. نُظِر إلى هذا الطلب بعين العطف من قِبل وزير خارجية الولايات المتحدة، دين آتشيسون، ورئيس لجنة الطاقة الذرية الأمريكية (إيه إي سي)، غوردون دين، ولكن عارض الطلب كل من روبرت أ. لوفيت، نائب وزير الدفاع وروبرت ليبارون نائب وزير الدفاع لشؤون الطاقة الذرية. أراد كل من لوفيت وليبارون، في ظل المخاوف الأمنية، إجراء الاختبارات من قِبل الأمريكيين، مع مشاركة بريطانية محدودة لعلماء بريطانيين مختارين. أيّد الرئيس هاري ترومان هذا الاقتراح الدفاعي في 24 سبتمبر 1951. 

## الاختبار
لم تحدد وكالة الدفاع الصاروخي موقع اختبار نيفادا (إن تي إس) على وجه الخصوص لإجراء التجارب النووية البريطانية، لكنها قدم هيكل عمل عالي المستوى لحدوثها في ذلك المكان. أثار هذا الاحتمال السفير البريطاني لدى الولايات المتحدة، السير روجر ماكينز، في اجتماع مع رئيس لجنة الطاقة الذرية، غلين سيبورغ، والسير ويليام بيني، رئيس تطوير الأسلحة النووية في هيئة الطاقة الذرية البريطانية (يو كيه إيه إي إيه). كتب ماكميلان خطابًا إلى الرئيس جون ف. كينيدي، في 3 نوفمبر 1961، يطلب فيه استخدام موقع اختبار نيفادا لاختبار سلاح الأخطبوط الكبير، وهو رأس حربي بريطاني يحمل كيلوطن من مكافئ تي إن تي مخصص للاستخدام مع صاروخ سكايبولت الأمريكي الذي جذب اهتمامًا كبيرًا من مصممي الأسلحة في الدول على جوانب المحيط الأطلسي. كان الرد إيجابياً، وأعلن سيبورغ في 8 فبراير 1962، مشيراً بالتحديد إلى وكالة الدفاع الصاروخي، أنه ستكون هناك تجربة نووية بريطانية في موقع اختبار نيفادا. تطور هذا الأمر إلى إجراءات قبول للتجارب النووية البريطانية. تعين على مدير مؤسسة أبحاث الأسلحة النووية البريطانية (إيه دبليو آر إي) تقديم طلب إلى رئيس لجنة الطاقة الذرية، الذي تعين عليه بعد ذلك تقديم توصيات إلى الرئيس من خلال وزير الخارجية ووزير الدفاع. يجب أن يوافق الرئيس ومجلس الأمن القومي على كل اختبار.
تشكلت مجموعة عمل مشتركة (جيه أو دبليو أو جي) لتنسيق الاختبارات البريطانية. ظلت متطلبات الاحتواء وسلامة الاختبارات مسؤولية الحكومة الفيدرالية الأمريكية. لذا قررت مجموعة العمل المشتركة أنه يتعين على المملكة المتحدة توفير أجهزة الاختبار وحزم التشخيص، في حين يتعين على الولايات المتحدة تقديم كل شيء آخر، بما في ذلك حاوية الاختبار وكابلات البيانات التي تصل بينها وبين المقطورات مع معدات التسجيل الأمريكية. أثار هذا الأمر إشكاليات تتعلق بالعلاقة بين حزم التشخيص البريطانية ومعدات التسجيل الأمريكية. كانت هناك أيضًا قضايا تتعلق بالإجراءات، بشكل خاص فيما يتعلق باختبار الأجهزة الإلكترونية والميكانيكية. كان هناك عامل معقد آخر هو أن الولايات المتحدة كان لديها مختبرين متنافسين للأسلحة النووية، هما مختبر لوس ألاموس الوطني ومختبر لورانس ليفرمور الوطني، اللذين تُنفذ بهما إجراءات مختلفة.
عُيّن دريك سياغر من مؤسسة أبحاث الأسلحة النووية البريطانية، في الاختبار الأول، في منصب المشرف على التجربة، وعُيّن روبرت كامبل من مختبر لوس ألاموس الوطني في منصب مدير الاختبار، وكانت هذه أنماط رؤساء الفرق البريطانية والأمريكية. أُجري الاختبار، الذي يحمل الاسم الرمزي «بامباس»، في 1 مارس 1962. كان أول اختبار تحت الأرض لبريطانيا. نجح نظام انفجار الأخطبوط الكبير الجديد ولكن النتيجة الإجمالية كانت مخيبة للآمال. استند الرأس الحربي آر أو.106(توني) إلى الرأس الحربي الأمريكي تستسي، غير أنه استخدم متفجرات تقليدية مختلفة وأكثر أمانًا ولكن أقل قوة من نوع إي دي سي 11. وكانت النتيجة أن العائد أقل من تستسي، وصغير جدًا بحيث لا يمكن استخدامه عنصرًا رئيسيًا في الرأس الحربي سكايبولت. اُجري اختبار استئناف لما أصبح حجر الأساس لتصميم سلاح دبليو إي.177 الذي يحمل الاسم الرمزي «تيندراك» في 7 ديسمبر 1962، وحُكم عليه بالنجاح.

## الاختبار دون الحرج
كانت الاستعدادات جارية لإجراء اختبار آخر عام 1992 عندما أعلن الرئيس جورج دبليو. بوش تعليق الاختبارات، مما أثار دهشة الأفراد الأمريكيين والبريطانيين في موقع اختبار نيفادا. ومُدد هذا التعليق من قِبل خليفته، الرئيس بيل كلينتون. وقعت الولايات المتحدة معاهدة الحظر الشامل للتجارب النووية عام 1996، لكن مجلس الشيوخ الأمريكي فشل في التصديق عليها عام 1999. وقعت المملكة المتحدة معاهدة الحظر الشامل للتجارب النووية عام 1996، وصدقت عليها عام 1998 لتصبح، مع فرنسا، أول دولتين من الدول الخمس الحائزة للأسلحة النووية علانية التي تصدق عليها. أكد هذا التصديق التزام المملكة المتحدة بإنهاء اختبارات التفجير النووي في العالم.
استمرت التجارب النووية البريطانية دون الحرجة في الولايات المتحدة، ولا سيما إتنا (فيتو) في 14 فبراير 2002 وكراكاتو في 23 فبراير 2006. تعد الاختبارات دون الحرجة أي نوع من الاختبارات التي تنطوي على مواد نووية وربما مواد كيميائية شديدة الانفجار والتي لا تنتج أي عائد عمدًا. يشير الاسم إلى عدم وجود كتلة حرجة من المواد الانشطارية. وهي النوع الوحيد من الاختبارات المسموح بها بموجب معاهدة الحظر الشامل للتجارب النووية التي وافقت عليها ضمناً القوى النووية الكبرى.